# Полянский, Лев Николаевич
Лев Николаевич Полянский — советский хозяйственный, государственный и политический деятель.

## Биография
Родился в 1901 году в Саратове. Член ВКП(б) с года.
Участник Гражданской войны, студент Саратовского медицинского института.
С 1925 года — на хозяйственной, общественной и политической работе.
В 1925—1979 годах — врач в городе Бальцер (ныне — Красноармейск), организатор и начальник отделения по болезням уха, горла, носа Энгельсской городской больницы № 2, начальник эвакогоспиталя № 3659, военврач в действующей армии, главный врач Энгельсской городской больницы № 2.
Избирался депутатом Верховного Совета СССР 1-го созыва. Почётный гражданин Энгельса.
Умер в 1979 году в Энгельсе.